# Геновевабург (замок, Рейнланд-Пфальц)
Геновевабург (нем. Genovevaburg) — средневековый замок, возвышающийся в юго-западной части города Майен в земле Рейнланд-Пфальц, Германия. За несколько веков своей истории замок неоднократно разрушался, но каждый раз вновь восстанавливался. 

## История

### Название
Местные жители часто связывают название Геновевабург с известной легендой о пфальцграфе VIII века Зигфриде и его знаменитой жене Женевьеве Брабантcкой, современниках франкского майордома Карла Мартелла. Уверяют, что резиденция супругов находилась на том же холме, где позднее возник замок. Однако самые ранние упоминания этой легенды в связи с названием замка можно встретить только в XVIII веке. 

### Ранний период
Цитадель Майена, называемая Геновева впервые упоминается в документах 1281 года. Но несомненно, что строительство замка началось значительно раньше. По меньшей мере при трирском курфюрсте Генрихе II фон Финстинген он уже существовал. Крепость была создана для защиты интересов Трира в его противостоянии с Кёльнским курфюршеством. Преемник Генриха, Боэмунд фон Варнсберг добился в 1291 году от короля Рудольфа I Габсбурга, чтобы поселение Майен вокруг замка получило права города.
В 1362 году впервые упоминается замковая часовня.   

### XVII век и позднее
После строительства замок оставался в целости и сохранности в течение 400 лет. Но всё изменилось во время Войны Аугсбургской лиги. Во время Войны Аугсбургской лиги город Майен захватили французские войска под командованием генерала Анри д'Эскобло, графа де Монтлю. 6 мая 1689 был по вине французских солдат начался грандиозный пожар, который почти полностью уничтожил замок Геновевабург.
Однако всего год спустя архиепископ и курфюрст Йоханн Уго фон Орсбек поручил своему придворному архитектору Филиппу Гонориусу фон Равенштейну восстановить и расширить комплекс. В ходе работ оказались полностью перестроены внешние стены и угловые башни. В жилых постройках прежние готические остроконечные окна уступить место барочным.
В 1707 году по распоряжению курфюрста началось строительство так называемого нижнего замка. Здесь разместились здания конюшен, хозяйственные постройки, а также были построены парадные ворота, ведущие к главному замку. До наших дней сохранился герб курфюрста, высеченный из камня при въезде в замок со стороны города. 

### XIX век
Во время Наполеоновских войн по распоряжению французской администрации замок объявили конфискованным у прежних владельцев и выставили на аукцион. Филипп Хартунг, чей отец арендовал Геновевабург ещё с 1793 года, стал его владельцем. За это он заплатил весьма скромную сумму — 8100 франков. Новый собственник решил превратить бывшую крепость в склад стройматериалов и начал распродавать камни и фрагменты перекрытий от комплекса по частям для нужд городского строительства. К 1815 году от зданий, стен и башен верхнего замка почти ничего не осталось.
С 1821 года одно из помещений нижнего замка было сдано в аренду в качестве «молитвенной комнаты» недавно сформированной протестантской конгрегации. Таким образом Геновевабург стал первым местом протестантского богослужения в Майене. В 1830 году община даже купила весь замок за 600 талеров. Однако правительство в Кобленце отказалось одобрить эту сделку. А вскоре бывшую цитадель (точнее то, что от неё осталось) продали мировому судье по фамилии Каденбах. Протестанты не стали подавать апелляцию, чтобы не ставить под удар интересы протестантской общины. И вскоре Каденбах начал постепенно восстановительные работы. 
Несколько десятилетий Геновевабург использовался как складская или производственная площадка. К середине XIX века здесь обосновалась пивоварня, при которой создали постоялый двор. Часть бывших зданий превратили в складские помещения. 
В 1880 году акционерное общество Майнеский народный банк выкупило весь комплекс. А спустя 13 лет Геновевабург продали Верхний замок богатому предпринимателю. Новый собственник решил возродить комплекс как представительскую резиденцию в стиле неоренессанса. И вскоре на месте складов и руин возникли прекрасные здания.

### XX век

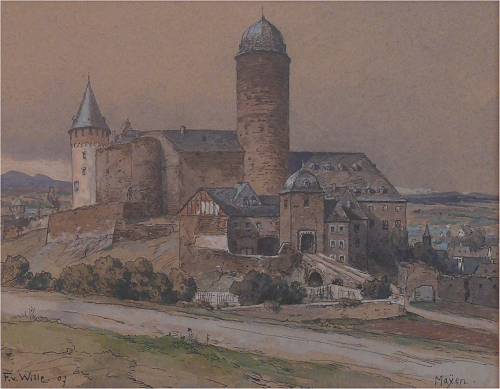
Замок на картине 1907 года Фритца фон Вилле

7 ноября 1902 года в замке начался сильный пожар. Значительная часть совсем недавно восстановленного комплекса оказалась уничтожена пожаром.
В 1910 году дипломированный инженер Аренд Шолтен купил заброшенное пепелище. Но заняться восстановительными работами он смог только после завершения Первой мировой войны. Наконец в 1918 году началось строительство. К счастью Шолтен желал возродить замок в соответствии с историческими архитектурными традициями. Причём не ренессансными, а ещё более ранними. В ходе реконструкции многие фрагменты неоренессансной архитектуры были удалены. Одновременно Шольтен решил сделать замок доступным для широкой публики. Уже в 1921 году в отреставрированных зданиях бывших конюшен открылся музей региона Айфель.
В 1938 году замок Геновевабург приобрели власти города Майен. Но в планы по использованию здания в культурно-просветительских целях вмешалась Вторая мировая война и нацистские власти Германии. Всего через год все свободные помещения внутри были экспроприированы для военных целей.
Во время Второй мировой войны замковый комплекс в очередной раз подвергся масштабным разрушениям. Главным образом от действий союзной авиации. Тем не менее, уже после 1945 года администрация города Майен разместила в уцелевших помещениях Сельскохозяйственную школу. 
Восстановительные работы в замке проводились почти три десятилетия. Лишь к 1984 году завершились основные этапы реконструкции и реставрации. Геновевабург вновь открыл свои двери для посетителей.

## Современное использование
В настоящее время в замковом комплексе функционирует музей региона Айфель и Немецкий музей сланца. Одна из экспозиций посвящена истории добычи сланца непосредственно под скалой, на которой расположен Геновевабург. Дело в том, что под замком сохранилась разветвлённая система туннелей и шахт, которые являются в настоящее время отдельной достопримечательностью. Кроме того, в замке хранится более 10 000 томов  библиотеки Айфеля. Эта специализированная библиотека находится в ведении Ассоциации истории и древности города Майен и открыта для всех заинтересованных лиц.
Внутренний двор замка является площадкой для проведения фестивалей и концертов. Обычно все культурные мероприятия происходят в период с конца мая по августа.

## Описание
Замок интегрирован в средневековые городские укрепления в качестве цитадели. В прежние времена крепость, своими контурами напоминающая неправильный шестиугольник, была защищена рвом и внешними фортификационными сооружениями.  Главный вход в Геновевабург находится в том же самом месте, что и в Средние века. Только сейчас вместо разводного моста проложен постоянный каменный арочный мост. 
Высота главной башни (бергфрид) составляет 34 метра. Толщина стен в её основании достигает 3,7 метра. Диаметр башни составляет 10,34 метра. Раньше первом этаже находились две темницы. Сохранившиеся документы свидетельствуют, что здесь содержали не только уголовных преступников и политических врагов, но и женщин, обвиняемых в колдовстве. В частности в XVI веке в тюрьме в ожидании казни находились те, кого считали ведьмами. На самом башни оборудована смотровая площадка. 

## Галерея

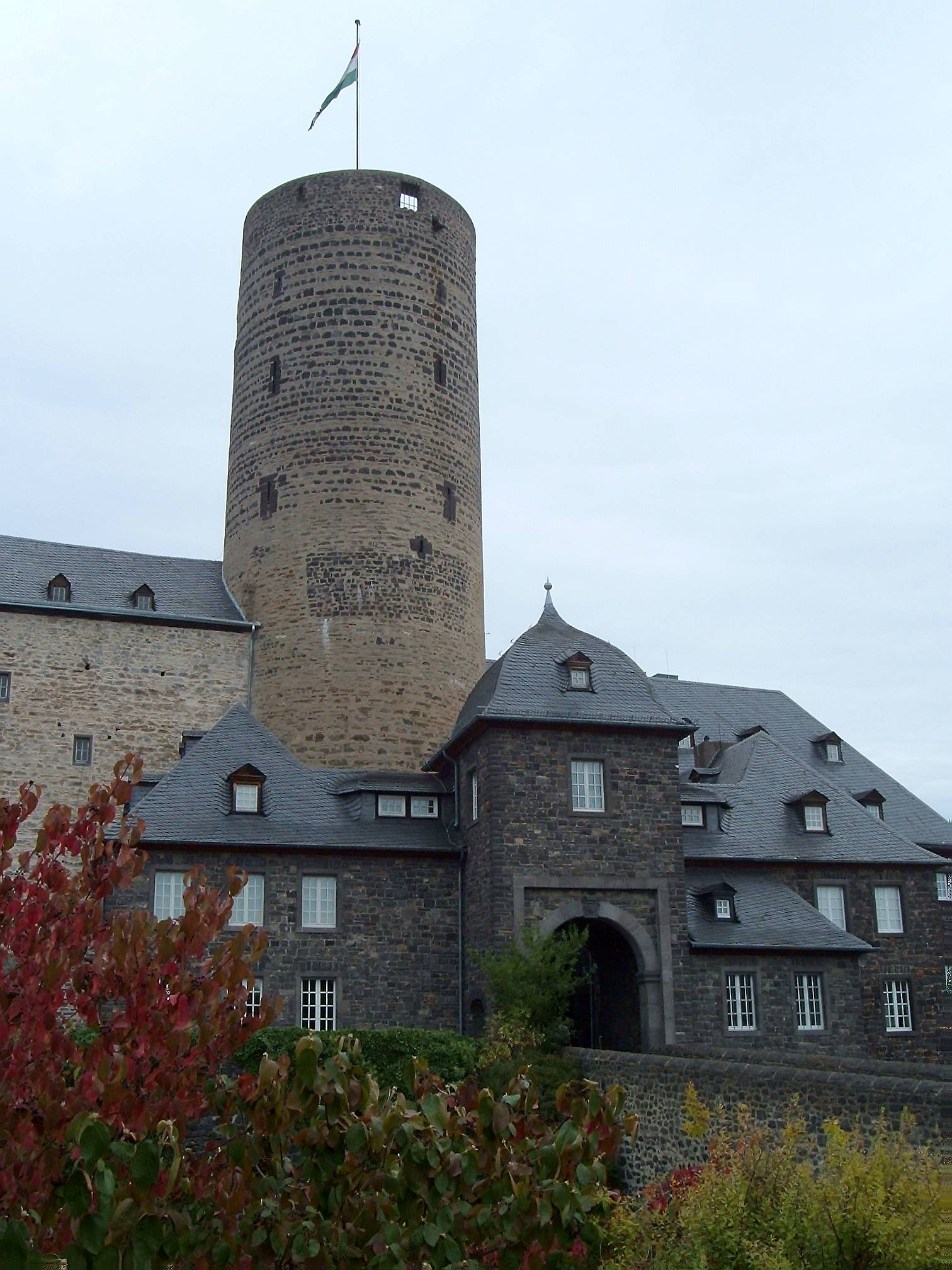
Бергфрид замка. Вид с юго-запада
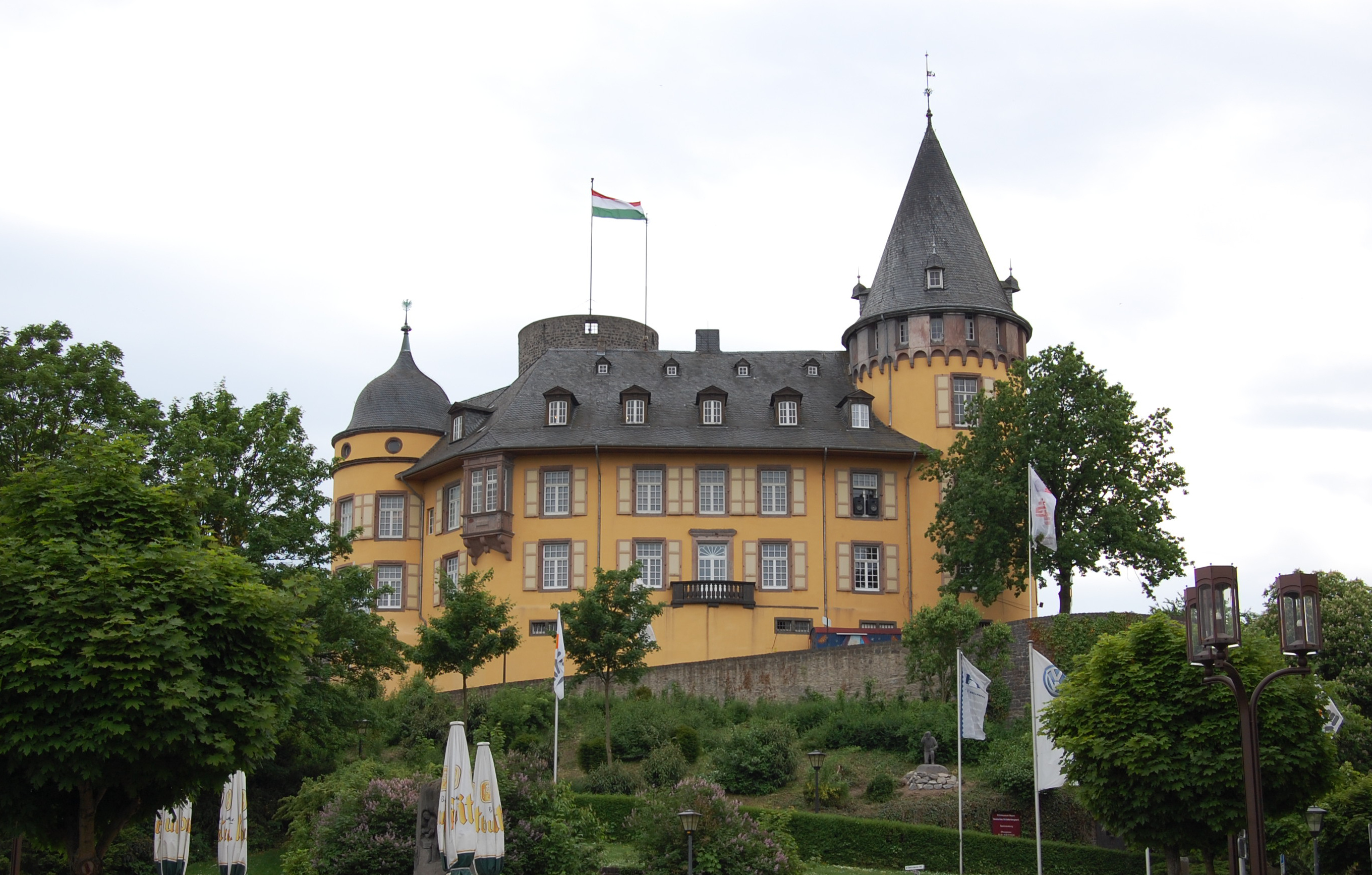
Вид замковой резиденции с северо-востока
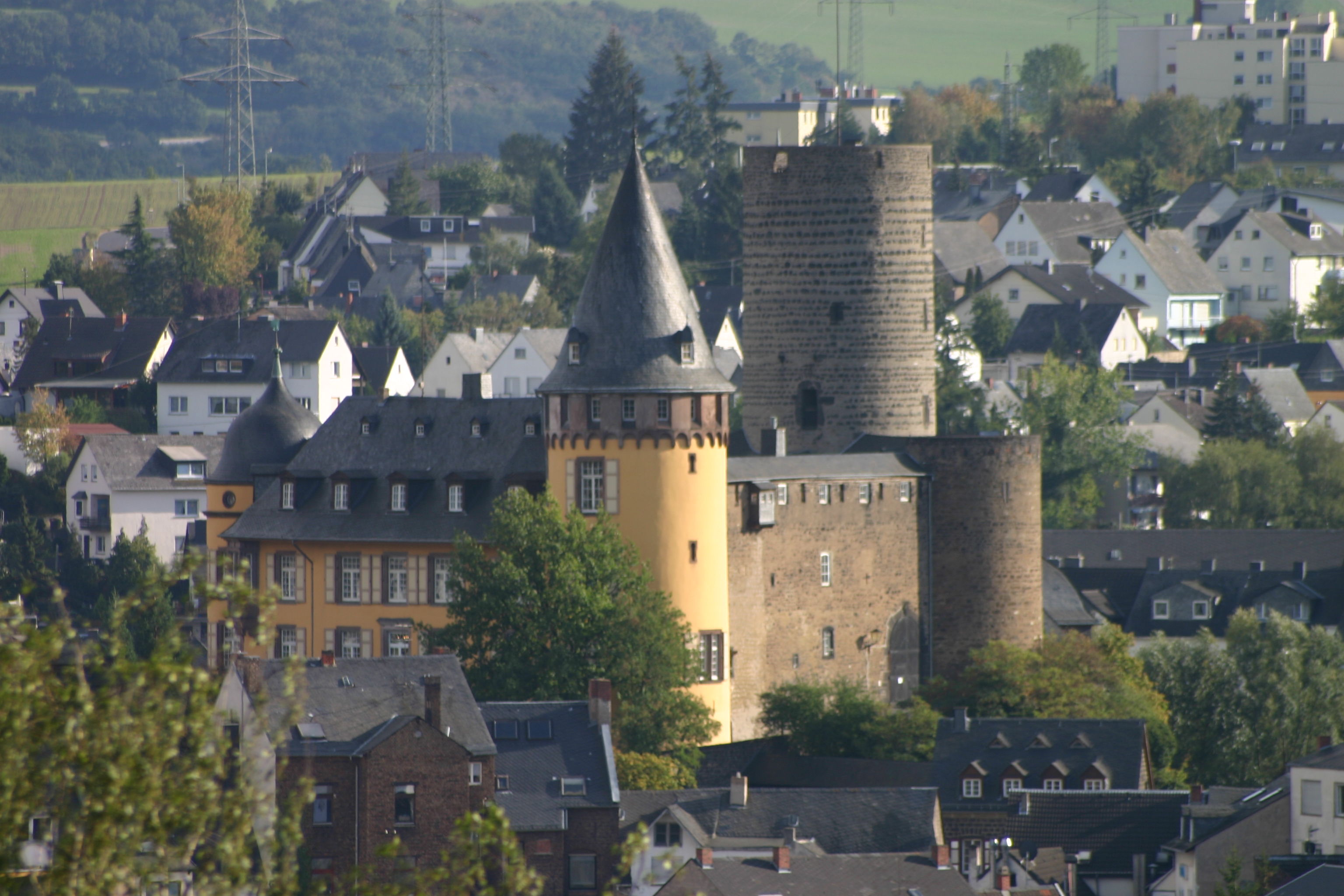
Вид замка на фоне города Майен
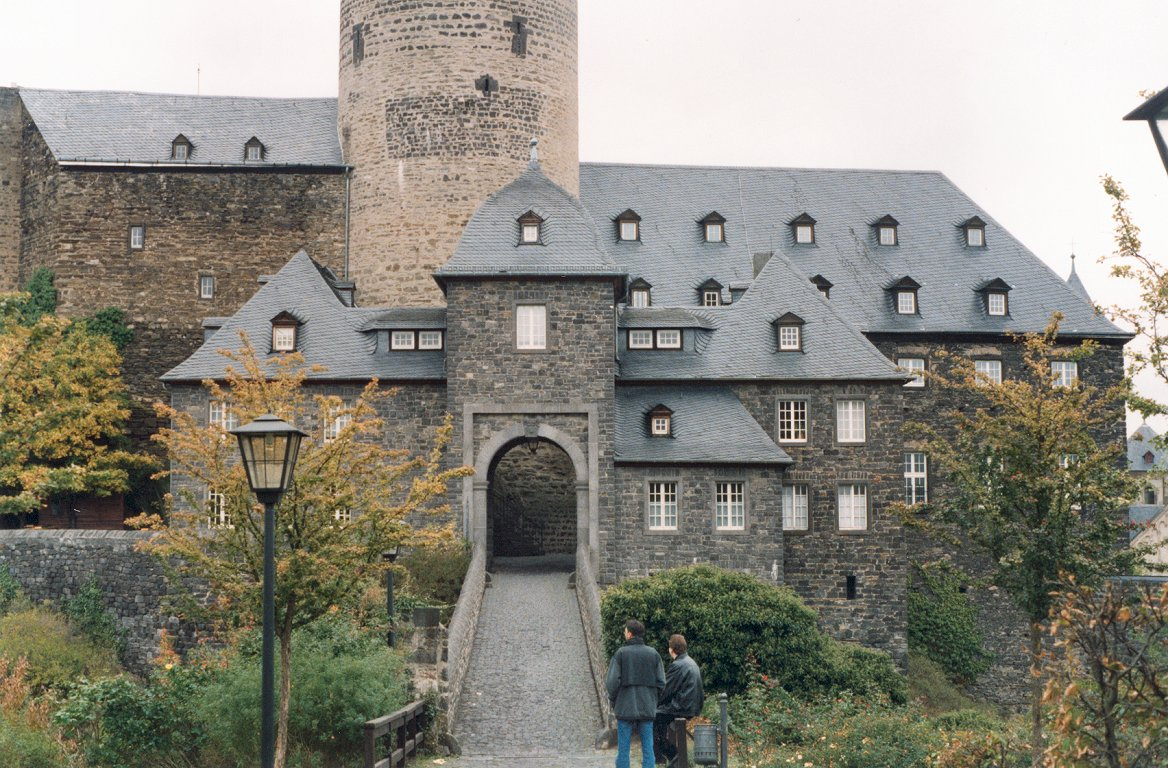
Ворота, ведущие во двор замка
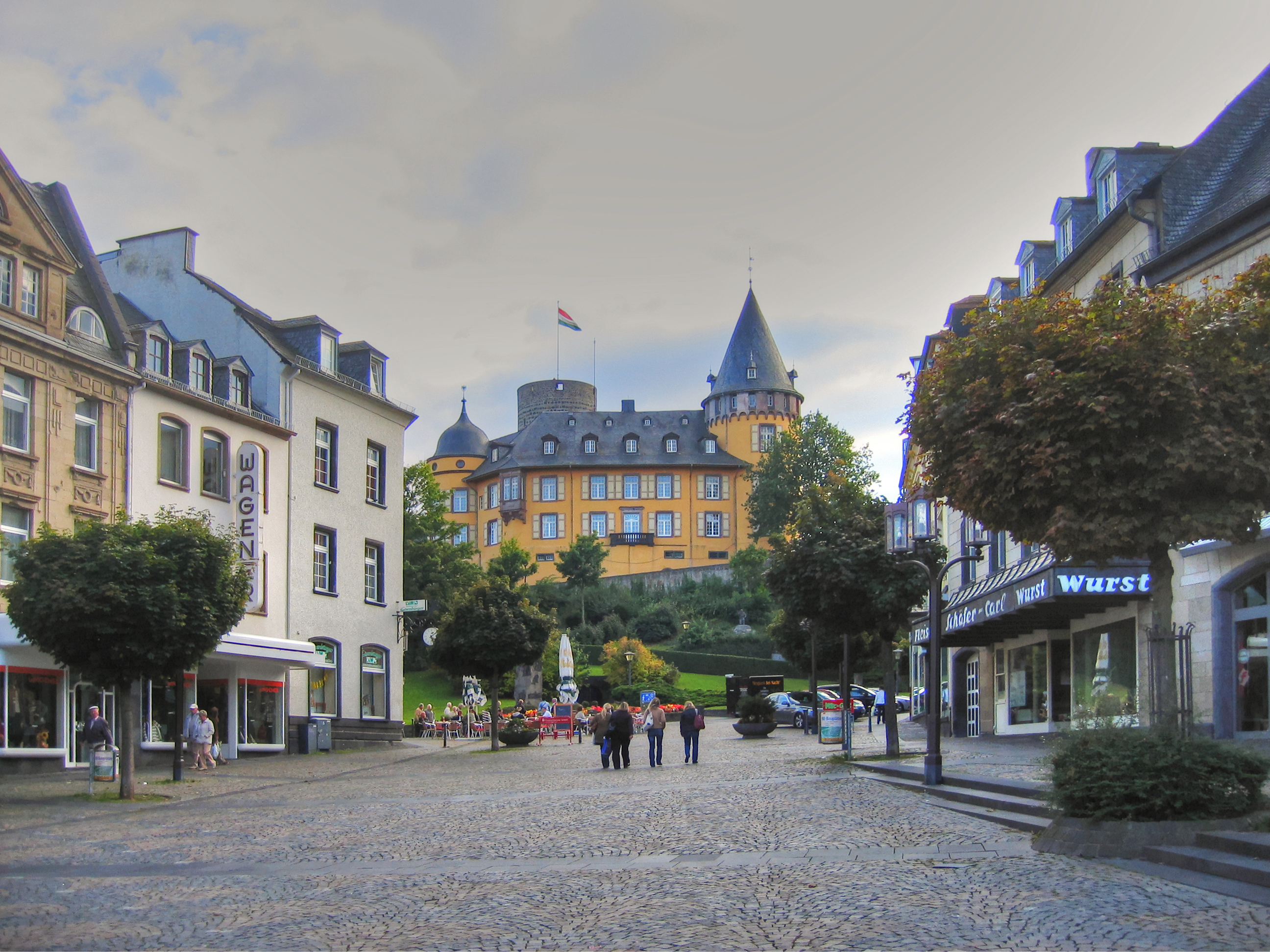
Вид замка со стороны центральной площади старого города